# کوه حجر الزرقا
کوه حجر الزرقا (به عربی: جبل حجر الزرقاء) یک کوه در مصر است. کوه حجر الزرقا ۶۶۲ متر بالاتر از سطح دریا واقع شده‌است.